# ديار آل حسين (رخية)

تعديل مصدري - تعديل

ديار آل حسين هي إحدى قرى عزلة رخية بمديرية رخية التابعة لمحافظة حضرموت، بلغ تعداد سكانها 43 نسمة حسب تعداد اليمن لعام 2004.